# Neodexiopsis declivis
Neodexiopsis declivis är en tvåvingeart som först beskrevs av Stein 1904.  Neodexiopsis declivis ingår i släktet Neodexiopsis och familjen husflugor.
Artens utbredningsområde är Bolivia. Inga underarter finns listade i Catalogue of Life.